# 韦彻
韦彻（?—?），隋朝末年民变领袖，占据盐城县（今江苏省盐城市）。
隋末，韦彻据江都郡盐城县，改置射州（治所在射阳）及射阳（盐城县）、安乐（今江苏省阜宁县芦蒲镇沿淮村徐庄）、新安（今江苏省宝应县射阳湖镇）三县。武德四年（621年）韦彻归唐，唐朝保持一州三县建制。武德七年（624年），射州废，省射阳、安乐、新安，置盐城县。